# Baljunso
Baljunso (estilizado como BALJUNSO) é uma gravadora independente sul-coreana fundada em 1991 por Kang Byung-yong, ex-diretor da CAN Entertainment. Em 2014, S.M. Entertainment, a maior potência da indústria do K-pop, adquiriu ações de Baljunso.

## História
- 1991 - Baljunso foi fundada por Kang Byung-yong.
- 2014 - S.M. Entertainment adquiriu ações de Baljunso; a marca realizou uma mostra intitulada BALJUNSO WORLD WIDE PROMOTION em Hongdae; o single de debut de Play the Siren foi o primeiro lançamento sob a parceria Baljunso e SM.[4][5][6]

## Preocupações em grande parceria independente
Devido a preocupações com a parceria da Baljunso com SM (que é uma grande gravadora), Kang Byung-yong disse em uma entrevista datada de 26 de fevereiro de 2014:
"Vamos manter a cor do cenário indie e através do apoio, vamos criar um ambiente no qual os músicos independentes serão capazes de promover mais ativamente.
Estamos cientes das preocupações que algumas pessoas podem ter. Vamos nos concentrar mais em concertos, em vez de transmissões. A cor do cenário indie não vai desaparecer.
É verdade que um número substancial de músicos independentes estão buscando música em más condições. Vamos criar um sistema que irá torná-lo mais fácil para eles produzirem e promoverem seus álbuns. Vamos criar um ambiente no qual os músicos independentes serão capazes de se concentrar em sua música de acordo com o seu esforço."

## Artistas da gravadora

### Grupos
- HLin
- Wasted Johnny's
- Play the Siren
- Shinchon Tigers

### Solistas
- Jang Hye-jin